# 不燃物
| ウィキペディアには「不燃物」という見出しの百科事典記事はありません（タイトルに「不燃物」を含むページの一覧/「不燃物」で始まるページの一覧）。 代わりにウィクショナリーのページ「不燃物」が役に立つかもしれません。 |